# Sneguiriovo
Sneguiriovo (en rus: Снегирёво) és un poble de l'óblast de Vladímir, a Rússia, segons el cens del 2010 tenia 14 habitants. Pertany al districte municipal de Koltxúguino.